# Knipperlé
Knipperlé is een Franse variëteit van een druif voor witte wijn in de Elzas.
Dit druivenras is niet opgenomen in de lijst van AOC-wijnen. Deze druif maakt slechts een klein percentage uit van de productie van witte wijn in de Elzas. De wijn van deze druif wordt doorgaans niet op fles gebracht, maar als open wijn in cafés en restaurants geschonken.

## Geschiedenis
Kweker Johann Michael Ortlieb bracht deze druif naar Riquewihr in 1756. De druif is hoogstwaarschijnlijk verwant aan de Räuschling.
Met DNA-onderzoek heeft men kunnen aantonen dat hij een van de vele druiven is als resultaat van een kruising tussen Gouais Blanc (Heunisch) en Pinot, een volwaardige broer van variëteiten zoals Chardonnay. Gouais Blanc werd heel veel gekweekt door de boeren in de middeleeuwen.
Andere kruisingen tussen Gouais Blanc en Pinot zijn Aubin vert, Auxerrois, Bachet noir, Beaunoir, Franc Noir de la Haute-Saône, Gamay Blanc Gloriod, Gamay, Melon, Peurion, Romorantin, Roublot, and Sacy.

## Synoniemen
Beli Kleschiz, Breisgauer Riesling, Colmer, Drobni Kleshiz, Elsaesser, Eltinger, Faktor, Gelber Ortlieber, Kauka Weiss, Kipperle, Klein Rauschling, Kleiner Gelber, Kleiner Methuesser, Klescec, Kleschiz Beli, Knackerle, Kniperle, Libiza, Mali Javor, Metsuesser Klein, Mielleux Petit, Oettlinger, Ortlibi Sarga, Ortlieber, Ortlieber A 2, Ortlieber Früh, Ortlieber Gelb, Ortlieber Grün, Ortlieber Spaet, Ortlieber Weiss, Ortlieber Weisser, Ortliebi, Ortliebske Rane, Ortliebstraube, Petit Mielleux, Raeuschling Klein, Reichenweiberer, Reichenweierer, Reichenweiherer, Rochelle, Rochelle Blanche, Roshel, Rungauer, Sibiza, Türkheimer